# 東浦和駅
東浦和駅（ひがしうらわえき）は、埼玉県さいたま市緑区東浦和一丁目にある、東日本旅客鉄道（JR東日本）武蔵野線の駅。駅番号はJM 24。

## 歴史
武蔵野線開業時は、将来都市高速鉄道7号線（現・埼玉高速鉄道線）との乗換駅になる予定であった が、1985年の運輸政策審議会答申第7号で鳩ヶ谷市（現・川口市）中央以北での同路線のルートが変更されたため、埼玉高速鉄道線との乗換駅は隣の東川口駅となった。

### 年表
- 1973年（昭和48年）4月1日：日本国有鉄道（国鉄）の駅として開業[1][2]。開業当初に自動改集札機が試験設置された12駅の一つ。
- 1987年（昭和62年）4月1日：国鉄分割民営化に伴い、東日本旅客鉄道（JR東日本）の駅となる[2]。
- 2001年（平成13年）
  - 5月1日：浦和市・大宮市・与野市が合併し、所在地がさいたま市となる。
  - 11月18日：ICカード「Suica」の利用が可能となる[広報 1]。
- 2003年（平成15年）4月1日：さいたま市が政令指定都市に移行し、所在地がさいたま市緑区となる。
- 2018年（平成30年）
  - 9月30日：みどりの窓口の営業を終了[4]。
  - 11月1日：業務委託化。

## 駅構造
掘割の中に相対式ホーム2面2線を有する地上駅で、その2線の間に中線1線を持つ。
駅舎は東川口寄り線路・ホーム上部の人工地盤上にあり、駅前広場を介して埼玉県道235号大間木蕨線が直交している。各ホームと駅舎コンコースの間を連絡するエレベーター、および南浦和寄りにエスカレーターが設置されている。ホームの南浦和方向は地上に浮き出ている。
南浦和駅管理の業務委託駅で、駅業務はJR東日本ステーションサービスに受託している。指定席券売機、自動改札機が設置されている。駅本屋の施工は飛島建設による。
駅カラーは水色と青色の2色。

### のりば
| 番線 | 路線     | 方向 | 行先                           |
| ---- | -------- | ---- | ------------------------------ |
| 1    | 武蔵野線 | 上り | 南浦和・西国分寺・府中本町方面 |
| 2    | 武蔵野線 | 下り | 新松戸・西船橋・東京方面       |

（出典：JR東日本:駅構内図）
- 隣駅の南浦和駅・東川口駅と混同されやすいためか、ホームには「乗換駅ではありません」という旨の案内がある。

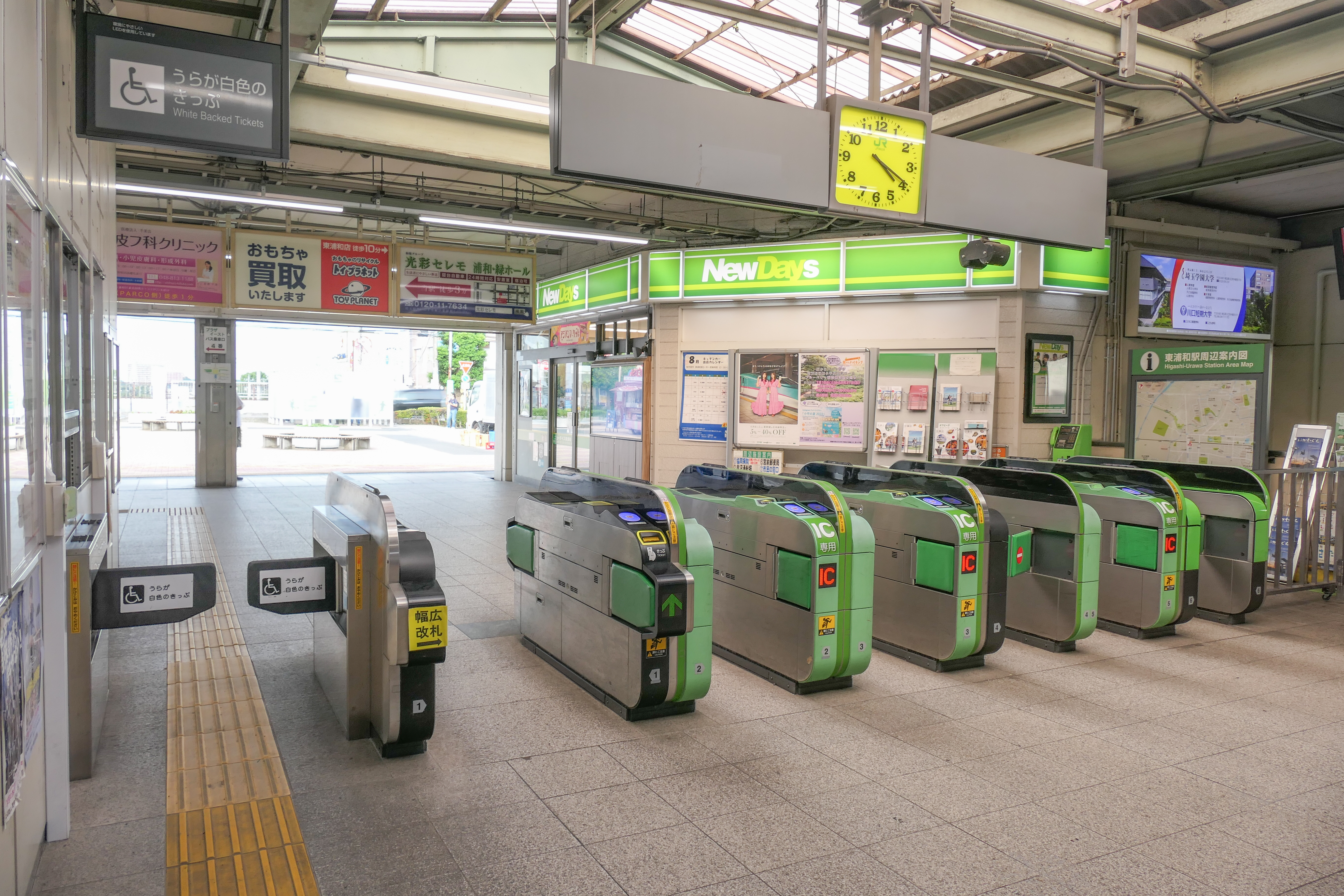
改札口（2022年8月）
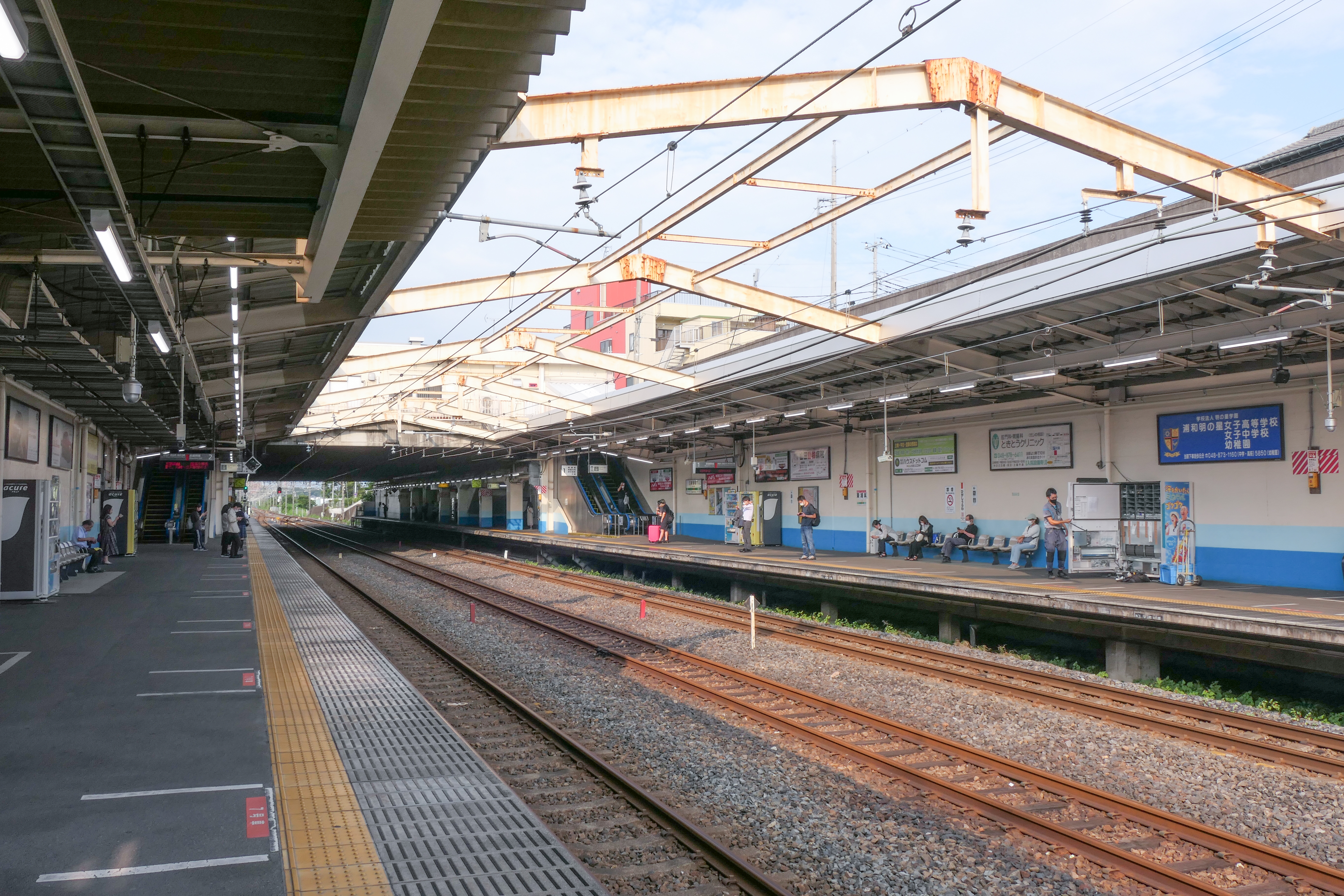
ホーム（2022年8月）

## 利用状況
2023年度（令和5年度）の1日平均乗車人員は26,970人である。武蔵野線内では26駅中越谷レイクタウン駅に次ぐ第11位で、乗換駅ではない武蔵野線単独駅としては同駅に次ぐ第2位。2020年度（令和2年度）までは1位だったが、2021年度（令和3年度）に初めて逆転された。
武蔵野線の最混雑区間は当駅から南浦和駅の区間であり、朝ラッシュ時の混雑率は173%（2018年〈平成30年〉）である。駅周辺のベッドタウン化が進み、当駅利用者は年々増加し続けている。さいたま市に立地しているが、川口市北部も近い（市境まで約200メートル）ため、当駅の駅勢圏となっている。

### 年度別1日平均乗車人員（1981年 - 2000年）
1981年度（昭和56年度）以降の乗車人員の推移は下表のとおりである｡年度全体の乗車人員を365（閏日が入る年度は366）で除して一日平均乗車人員を求めており、計算で生じた小数点以下の値は切り捨てているため、定期外と定期の和は必ずしも合計と一致しない。
| 年度               | 1日平均 乗車人員 | 出典             |
| ------------------ | ---------------- | ---------------- |
| 1981年（昭和56年） | 5,246            |                  |
| 1982年（昭和57年） | 5,070            |                  |
| 1983年（昭和58年） | 5,973            |                  |
| 1984年（昭和59年） | 6,202            |                  |
| 1985年（昭和60年） | 7,475            |                  |
| 1986年（昭和61年） | 9,010            |                  |
| 1987年（昭和62年） | 10,539           |                  |
| 1988年（昭和63年） | 13,401           |                  |
| 1989年（平成元年） | 15,599           |                  |
| 1990年（平成02年） | 18,055           |                  |
| 1991年（平成03年） | 19,765           |                  |
| 1992年（平成04年） | 21,225           |                  |
| 1993年（平成05年） | 22,063           |                  |
| 1994年（平成06年） | 22,697           |                  |
| 1995年（平成07年） | 23,166           |                  |
| 1996年（平成08年） | 23,829           |                  |
| 1997年（平成09年） | 24,273           |                  |
| 1998年（平成10年） | 24,279           |                  |
| 1999年（平成11年） | 24,278           | [ 埼玉県統計 1 ] |
| 2000年（平成12年） | 24,470           | [ 埼玉県統計 2 ] |

### 年度別1日平均乗車人員（2001年以降）
| 年度               | 1日平均乗車人員 | 1日平均乗車人員 | 1日平均乗車人員 | 出典              |
| 年度               | 定期外          | 定期            | 合計            | 出典              |
| ------------------ | --------------- | --------------- | --------------- | ----------------- |
| 2001年（平成13年） |                 |                 | 24,560          | [ 埼玉県統計 3 ]  |
| 2002年（平成14年） |                 |                 | 24,784          | [ 埼玉県統計 4 ]  |
| 2003年（平成15年） |                 |                 | 25,226          | [ 埼玉県統計 5 ]  |
| 2004年（平成16年） |                 |                 | 25,661          | [ 埼玉県統計 6 ]  |
| 2005年（平成17年） |                 |                 | 26,054          | [ 埼玉県統計 7 ]  |
| 2006年（平成18年） |                 |                 | 25,994          | [ 埼玉県統計 8 ]  |
| 2007年（平成19年） |                 |                 | 26,154          | [ 埼玉県統計 9 ]  |
| 2008年（平成20年） |                 |                 | 26,217          | [ 埼玉県統計 10 ] |
| 2009年（平成21年） |                 |                 | 26,265          | [ 埼玉県統計 11 ] |
| 2010年（平成22年） |                 |                 | 26,469          | [ 埼玉県統計 12 ] |
| 2011年（平成23年） |                 |                 | 26,763          | [ 埼玉県統計 13 ] |
| 2012年（平成24年） | 7,565           | 19,618          | 27,183          | [ 埼玉県統計 14 ] |
| 2013年（平成25年） | 7,634           | 20,004          | 27,638          | [ 埼玉県統計 15 ] |
| 2014年（平成26年） | 7,645           | 19,737          | 27,383          | [ 埼玉県統計 16 ] |
| 2015年（平成27年） | 7,820           | 20,154          | 27,974          | [ 埼玉県統計 17 ] |
| 2016年（平成28年） | 7,905           | 20,467          | 28,372          | [ 埼玉県統計 18 ] |
| 2017年（平成29年） | 8,045           | 20,739          | 28,784          | [ 埼玉県統計 19 ] |
| 2018年（平成30年） | 8,078           | 20,960          | 29,039          | [ 埼玉県統計 20 ] |
| 2019年（令和元年） | 7,899           | 21,024          | 28,923          | [ 埼玉県統計 21 ] |
| 2020年（令和02年） | 5,643           | 16,856          | 22,500          |                   |
| 2021年（令和03年） | 6,612           | 17,626          | 24,239          |                   |
| 2022年（令和04年） | 7,491           | 18,395          | 25,887          |                   |
| 2023年（令和05年） | 7,979           | 18,991          | 26,970          |                   |

## 駅周辺

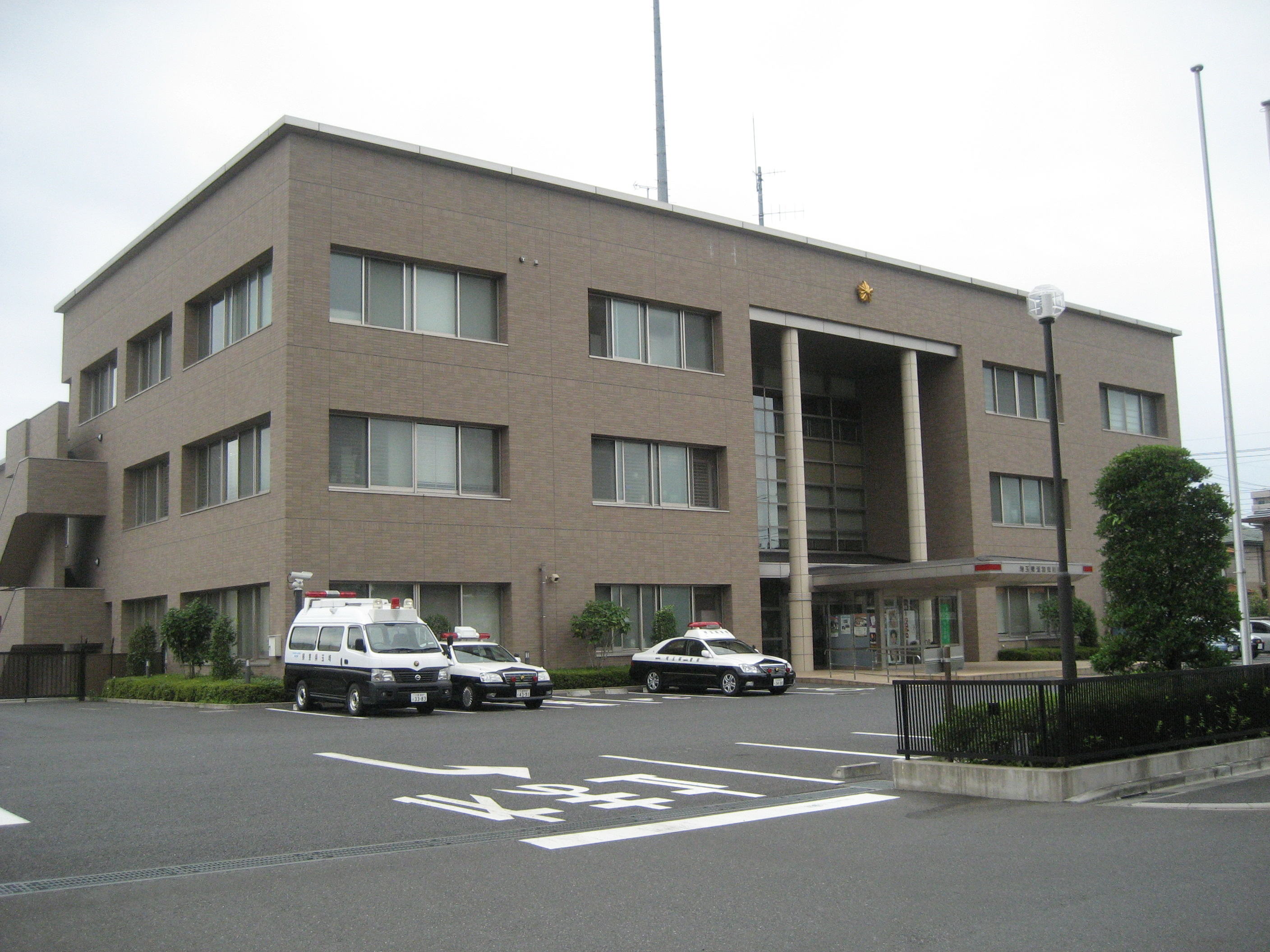
浦和東警察署

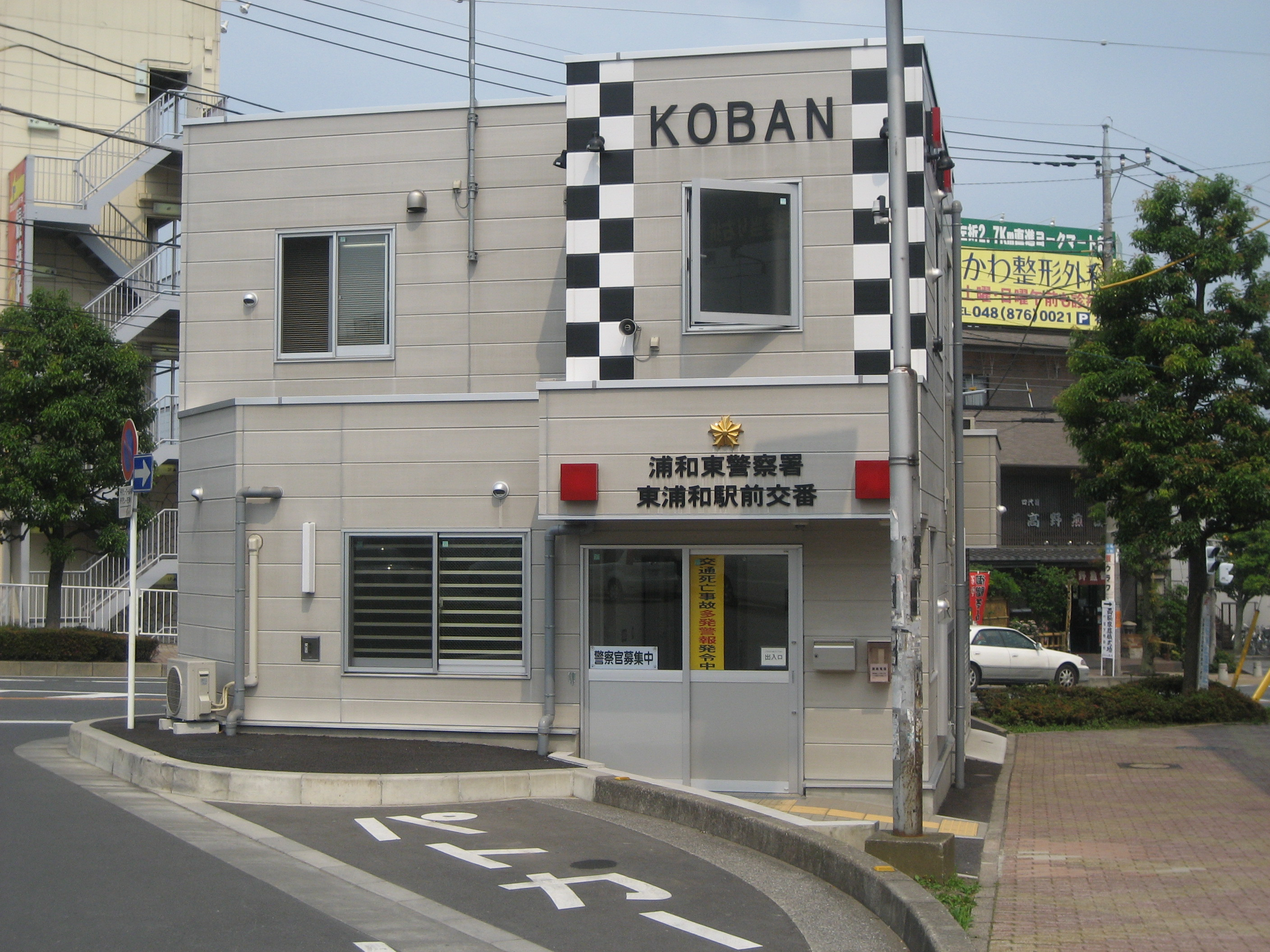
「KOBAN」の文字が目立つ、東浦和駅前交番。

さいたま市緑区役所は国際興業バスでのアクセスとなる。
当駅から東川口方向に進むとすぐに中線が本線に合流する。その後、見沼代用水西縁を越えると見沼田んぼが広がる。見沼代用水西縁から見沼代用水東縁までは、武蔵野線の線路は見沼田んぼの中を通る。見沼田んぼの中間を通る芝川を越え、見沼代用水東縁を過ぎると川口市に入り、その後は東川口方向の線路際に住宅が広がる。
駅付近にはスクランブル交差点が整備されている。区画整理が実施され、整然とした住宅街となっている。
2021年12月16日、駅前ロータリー（北側）に東京オリンピックのゴールドポスト（第32号）が設置された（ゴールドポストプロジェクト）。
警察・消防
- 浦和東警察署
- 浦和東警察署 東浦和駅前交番
- 緑消防署

公的施設・医療機関
- 緑区役所
- プラザイースト
  - さいたま市立東浦和図書館
- 緑区役所 東浦和市民の窓口
- 埼玉協同病院
- さいたま市立病院

学校
- 浦和明の星女子中学校・高等学校
- 浦和麗明高等学校グラウンド
- 埼玉県立川口北高等学校
- 埼玉学園大学・川口短期大学
- 浦和大学・浦和大学短期大学部
- さいたま市立東浦和中学校
- さいたま市立尾間木中学校
- さいたま市立尾間木小学校
- さいたま市立大牧小学校
- さいたま市立向小学校
- さいたま市立中尾小学校
- さいたま市立芝原小学校
- 川口市立在家中学校
- 川口市立北中学校
- 川口市立在家小学校
- 川口市立柳崎小学校

公園・史跡など
- 見沼田んぼ
- 見沼通船堀
- 見沼通船堀公園
- さいたま市浦和くらしの博物館民家園
- 井沼方公園
- 大崎公園
- 馬場小室山遺跡
- 芝川第一調節池
- 氷川女体神社
- さいたま市園芸植物園

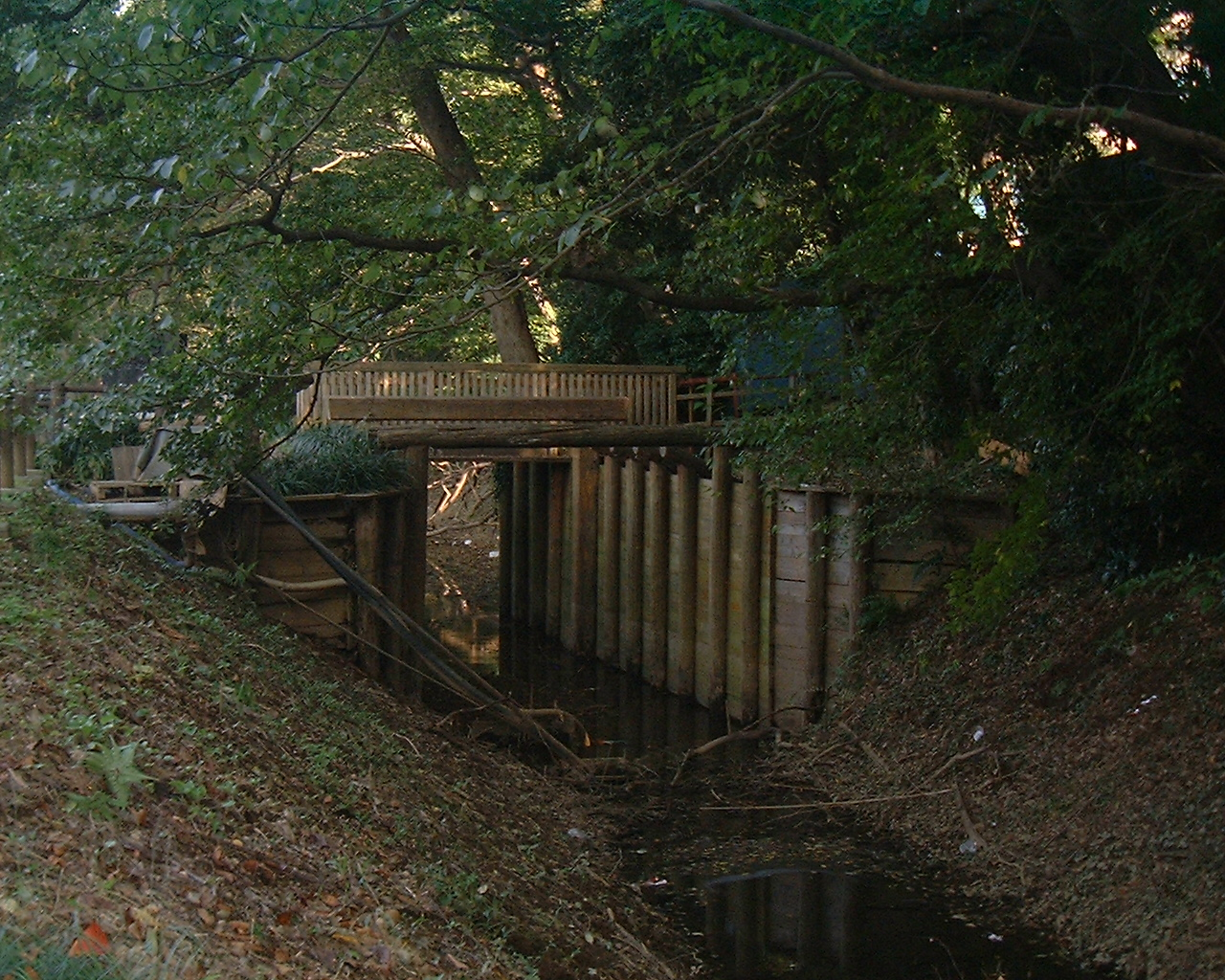
見沼通船堀の西縁一の関

- 大間木公園 - 毎年夏に開催されるさいたま市花火大会の会場の1つ[注釈 1]。
- 東浦和中央公園
- 東浦和南公園
- 東浦和第一公園
- 東浦和第二公園
- 和田公園
- 梅所第一公園
- 柳崎第三公園
- さいたま市見沼ヘルシーランド
- クリーンセンター大崎（清掃工場）
- 尾間木配水場

郵便局・金融機関
- 浦和宮前郵便局
- 埼玉りそな銀行 東浦和支店
- 川口信用金庫 東浦和駅前支店
- JAバンク埼玉 東浦和支店

店舗
- 伊勢丹 アイ・プラザ東浦和
- イオンフードスタイル東浦和店
- ヨークマート 柳崎店
- クイズゲート浦和
  - ロピア浦和クイズゲート店
  - ニトリ浦和中尾店
- ヤオコー 浦和中尾店
- サミットストア 東浦和店
- ヤマダデンキテックランド浦和店
- 島忠 浦和中尾店
- ジャパンミート卸売市場 東浦和店
- デイリーケアセイジョー 川口北店
- ウエルシア 川口北園店
- 角上魚類 川口店

## バス路線

### 東浦和駅
国際興業バスが運行する路線バスが発着する。
| のりば | 運行事業者   | 系統・行先 |
| ------ | ------------ | --- |
| 1      | 国際興業バス | - 蕨02：蕨駅東口 - 西川07：西川口駅東口 - 東浦11：神根福祉センター - 東浦82：新井宿駅 - 東浦82-2：石神中          |
| 3      | 国際興業バス | - 東浦01・浦04-2：馬場折返場 - 東浦01H・浦04-2H：市立病院 - 東浦02：浦和東高校 - 東浦81・浦04-3：さいたま東営業所 |
| 4      | 国際興業バス | - 浦09：浦和駅東口 - 東浦03：緑区役所 - 東浦80-2：花月                                                            |
| 5      | 国際興業バス | 浦04・浦04-2・浦04-3：浦和駅東口                                                                                  |

### 東浦和駅南発着
停留所は、県道235号大間木蕨線沿いの柳崎県営住宅バス停付近に設置されている。川口市が運営し、国際興業バスに運行受託しているコミュニティバス（みんななかまバス）が発着する。
- 川口03：川口市立医療センター（神根循環）

### その他
以下の深夜バス・深夜急行バスが当駅終点で運行されている。
- 赤12：赤羽駅東口発
- ミッドナイトアロー南浦和・東浦和：池袋駅西口発

さいたま市駒場スタジアム、埼玉スタジアム2002でのJリーグ、サッカー日本代表戦開催時は直通シャトルバスが運行される。ただし、主に浦和レッズまたは日本代表主催試合のみの運行で、大宮アルディージャ主催試合の場合は、混雑する浦和レッズ戦以外は原則として駒場スタジアム、埼玉スタジアムともに直通バスは運行されない。

## 隣の駅
東日本旅客鉄道（JR東日本）
 武蔵野線
東川口駅 (JM 23) - 東浦和駅 (JM 24) - 南浦和駅 (JM 25)

### 記事本文